# Srpski pokret obnove – Nova Srbija
Srpski pokret obnove – Nova Srbija Vuk Drašković–Velimir Ilić (SPO-NS) var en serbisk valallians, bestående av partierna Serbiska förnyelserörelsen och Nya Serbien.
I parlamentsvalet den 28 december 2003 erövrade alliansen 293 082 röster (7,66 %) och 22 mandat i nationalförsamlingen. Efter valet kom SPO-NS att bilda minoritetsregering tillsammans med G 17 Plus - Miroljub Labus.
Valalliansen upplöstes inför valet 2007, då de ingående partierna åter valde att ställa upp var för sig.